# Karl Lithman
Karl Vilhelm Lithman, född 13 oktober 1853 i Göteborg, död 9 januari 1936 där, var en svensk affärsman och donator.
Karl Lithman var son till handlaren Gabriel Lithman. Efter mogenhetsexamen i Göteborg 1872 var han kontorist och prokurist i grosshandelsföretag i Göteborg 1873–1878. Lithman reste därefter till Sydafrika och anställdes på svenska generalkonsulatet i Kapstaden som konsulatsekreterare 1879, var svensk-norsk vicekonsul där 1881–1885 samt blev konsul där för Venezuela 1887 och generalkonsul för Siam 1914. Livligt intresserad av att göra svenska industriprodukter kända på den sydafrikanska marknaden grundade han 1886 en egen import- och assuransfirma i Kapstaden. 1888 anlade Lithman en tändsticksfabrik med svenska maskiner och även ett ångsågverk. Han var även representant för ett flertal svenska och norska försäkrings- och andra företag och även för Svenska exportföreningen. Lithman var medlem av handelskammaren i Kapstaden och av Royal Society of South Africa och hedersledamot av regementet Cape Town Volunteer Engineers och utövade en storslagen välgörenhet mot behövande svenskar som kom till Sydafrika. 1921 återvände han till Sverige, först till Kungsbacka och senare till Göteborg, där han donerade betydande belopp till Handelshögskolan, till hjälpkassan för nödställda köpmän och till andra välgörande ändamål.